# Ratataplan
Ratataplan è un film del 1979 scritto, diretto e interpretato da Maurizio Nichetti, qui al suo esordio alla regia di un lungometraggio.
Il film, poetico e surreale, che l'autore considera paragonabile a un film muto, fu girato in ristrettezza di mezzi e con bassissimi costi (appena 100 milioni di lire); tuttavia ebbe un clamoroso successo di pubblico e giunse a incassare più di sei miliardi di lire nel solo 1979. La quasi assenza di dialoghi in lingua italiana, sostituiti da una babele di lingue straniere o da puri suoni onomatopeici e ambientali sulla scuola di Jacques Tati, rese pressoché superfluo il doppiaggio della pellicola. Anche grazie a ciò il film fu esportato letteralmente in tutto il mondo ed ebbe ovunque un eccellente riscontro di pubblico.
Il personaggio di Colombo, interpretato da Maurizio Nichetti, è un aperto omaggio ai comici classici: per circa un terzo della pellicola l'attore indossa il frac alla Charlie Chaplin; inoltre la sua malinconica impassibilità di fronte alle sfortune della vita gli valse il titolo di piccolo Buster Keaton longobardo.
Il nome Finlayson dato alla fittizia multinazionale potrebbe essere un omaggio alla città di Tampere in Finlandia e all'omonima ditta tessile sita ivi, o all'attore James Finlayson, presenza ricorrente in molti film di Stanlio e Ollio.

## Trama
La vita non offre molte soddisfazioni al neolaureato ingegnere Colombo. A un colloquio di lavoro in cui ai candidati viene chiesto di disegnare un albero, è l'unico a non essere assunto dall'azienda poiché il suo disegno, invece d'essere monocromatico e schematico come vorrebbero i dirigenti, è colorato e realistico. Colombo vive in uno scassato ma vivace palazzo di ringhiera; ha per vicini una donna napoletana perennemente incinta, i membri della cooperativa teatrale Quelli di Grock, una ragazza sempre intenta a trasportare mucchi di stracci e una sgangherata scuola di ballo frequentata da un'allieva di cui è invaghito, ma che non lo degna di uno sguardo.
Egli è a suo modo un genio dell'elettronica e dell'automazione (si è costruito un marchingegno che gli prepara la colazione e gliela porta a letto, e che gli porge i vestiti per la giornata), tuttavia il suo impiego è quello di cameriere presso uno sperduto chiosco di bibite in cima alla Montagnetta di San Siro. La proprietaria è una megera grassa e beona che, unica cliente di sé stessa, passa le giornate a farsi servire birre da Colombo. La routine viene interrotta quando il manager di un vertice internazionale, il "boss" dei titoli di coda costretto su una sedia a rotelle, è colto da malore: uno dei presenti al vertice telefona a un bar nei paraggi per far portare un bicchiere d'acqua, ma per errore compone il numero del chiosco.
Colombo si ritrova a dover attraversare di corsa tutta Milano portando su un vassoio il bicchiere d'acqua, che durante il percorso subisce una sequenza di ridicoli incidenti: viene dapprima versato nell'elmetto di un vigile urbano, poi degli imbianchini vi intingono per sbaglio i pennelli, viene sporcato dallo scarico di un camion, dei piccioni vi mangiano del becchime e infine vi cade dentro anche un insetto. Giunto a destinazione, l'intruglio viene comunque fatto bere al boss ormai cianotico, il quale non solo si riprende, ma miracolosamente si alza dalla sedia a rotelle ridendo e saltellando. Parrebbe quindi che la vita di Colombo sia a una svolta: al chiosco una lunga fila di paralitici è in coda per bere l'intruglio miracoloso, che Colombo prepara riproducendo sapientemente sul posto tutta la trafila di disavventure capitate in precedenza. Ma sul più bello giunge anche il boss, che compra a suon di milioni l'intero chiosco per trasformarlo in santuario.
La megera, che già si dava arie da santona, è entusiasta del progetto mentre Colombo si trova repentinamente ridotto alla disoccupazione. L'ingegnere, per sbarcare il lunario, s'improvvisa violinista per la squinternata cooperativa teatrale che ha sede presso il suo condominio. La sua vita però non migliora di molto: l'impresario, severo e arcigno, giunge in cortile per chiamare a raccolta gli attori e partire alla volta di uno spettacolo, ma, non vedendoli arrivare, sale nel disordinato appartamento dove dormono ammassati e li sveglia a suon di tromba; questi si precipitano a rigovernare i piatti, lanciandoseli da una parte all'altra della cucina in una sorta di esilarante catena di montaggio, e sono infine caricati in malomodo sul furgoncino.
Colombo, che si ritrova a dormire nel bidone dell'immondizia condominiale, è risvegliato a sua volta in modo assai brusco. Dopo grotteschi incidenti di percorso la compagnia giunge nel cortile di una località rurale dispersa nella nebbia, ove allestisce un patetico spettacolo (l'improbabile Magic Show) in mezzo a galline, oche e vacche. L'impresario nel frattempo non fa altro che divorare qualsiasi cosa gli capiti a tiro, perfino i fiori che gli porgono dei bimbi del posto. Gli spettatori, dapprima solo perplessi di fronte all'insulsa messinscena del tutto priva di capo e di coda, imbracciano in seguito pale e forconi e costringono gli attori a una lunga e rovinosa fuga a piedi.
Tornato a casa stremato, Colombo viene nuovamente snobbato dalla ballerina di cui è invaghito, che viceversa si precipita a soccorrere un vicino di casa. Decide quindi di passare all'azione ma, troppo timido per corteggiare la ragazza in prima persona, costruisce con mezzi di recupero un automa telecomandato fatto a propria immagine: vestitolo di tutto punto e inviatolo sulla balconata, per suo tramite riesce finalmente ad attrarre l'attenzione dell'allieva della scuola di ballo. I due escono per andare in discoteca; Colombo, rimasto a casa a pilotare l'automa, segue su uno schermo l'evoluzione della serata, che sembra procedere bene fino a quando il sistema di controllo esplode: l'automa s'incanta e ordina in continuazione al cameriere "da bere per due", seduto di fianco alla ragazza ormai completamente ubriaca.
Allertata dal boato dell'esplosione, la ragazza che raccoglie continuamente stracci si precipita in casa di Colombo. Constatate le sue buone condizioni di salute, dapprima gli esprime la propria simpatia per la sua casa così allegra e stravagante, e poi l'invita a seguirla in un magazzino colmo di coloratissimi stracci. Lì i due giocano a turno a travestirsi e a rotolarsi, trovando finalmente entrambi la felicità in modo del tutto inatteso.

## Genesi dell'opera
I venti minuti centrali del lungometraggio, relativi all'improvvisato spettacolo teatrale tenuto presso una cascina rurale, sono tratti direttamente dal cortometraggio di Maurizio Nichetti Magic Show, risalente all'anno precedente. Curiosamente, Magic Show fu girato in estate, mentre la sezione centrale di Ratataplan fu girata negli stessi luoghi, con gli stessi attori e con identico copione ma in pieno inverno.

## Produzione
Le scene in cui l'ingegner Colombo sostiene l'esame per la multinazionale FINLAYSON & CO LTD. furono girate presso gli uffici dell'allora centro dirigenziale dell'Alfa Romeo ad Arese.

## Incassi
Il film è stato l'undicesimo maggiore incasso nella stagione cinematografica italiana 1979-80 con oltre 6 miliardi di lire.

## Riconoscimenti
- 1980 - Nastro d'argento
  - Miglior regista esordiente

## Citazioni e riferimenti
- Tra il pubblico, formato dai contadini della cascina dispersa tra i campi, che assiste all'improbabile spettacolo Magic Show, compare in prima fila Luigi Ornaghi, uno dei protagonisti del film L'albero degli zoccoli di Ermanno Olmi. Nella pellicola di Nichetti, infatti, Ornaghi ripropone, in una citazione autoreferenziale in dialetto bergamasco, la celeberrima scena madre del film capolavoro di Olmi: «Et fai cus'è? Et rumpit öl sacol? Damel che chel giöste...» (trad. "Cosa hai fatto? Hai rotto lo zoccolo? Dammelo qua che lo aggiusto...").
- Gli uffici presso i quali l'ingegner Colombo sostiene l'esame per essere assunto nella multinazionale FINLAYSON & CO LTD. sono quelli dell'allora centro dirigenziale dell'Alfa Romeo ad Arese. FINLAYSON è il cognome della storica baffuta spalla di Stanlio e Ollio, James Finlayson.